# 378214 Sauron
378214 Sauron este o planetă minoră (asteroid) din Mars-crossing asteroid⁠(d). A fost descoperită pe 14 ianuarie 2007 la  de Erwin Schwab⁠(d) și a fost numită după Sauron. 
Obiectul prezintă o orbită caracterizată de o semiaxă mare de 2,3780512377867 UAi, o excentricitate de 0,31, o înclinație de 1 ° în raport cu ecliptica.